# Бамвил (Њујорк)
Бамвил (енгл. Balmville) насељено је место без административног статуса у америчкој савезној држави Њујорк.

## Демографија
По попису из 2010. године број становника је 3.178, што је 161 (-4,8%) становника мање него 2000. године.
| Група             | 2000.         | 2010.         |
| Белци             | 2.542 (76,1%) | 2.094 (65,9%) |
| Афроамериканци    | 316 (9,5%)    | 506 (15,9%)   |
| Азијати           | 102 (3,1%)    | 84 (2,6%)     |
| Хиспаноамериканци | 335 (10,0%)   | 459 (14,4%)   |
| Укупно            | 3.339         | 3.178         |